# Gengas
Gengas er en dokumentarfilm instrueret af Theodor Christensen efter eget manuskript.

## Handling
Under besættelsen kørte mange biler på gengas-motorer, der blev drevet af gassen fra ufuldendte forbrændinger, hvilket var giftigt. Filmen advarer mod denne fare og viser, hvordan den kan undgås.